# USS Lansdowne (DD-486)
Эскадренный миноносец «Лэнсдоу» (англ. USS Lansdowne (DD-486)) — американский эсминец типа Gleaves.
Заложен на верфи Federal Shipbuilding, Kearny, Кирни 31 июля 1941 года. Спущен 20 февраля 1942 года, вступил в строй 29 апреля 1942 года.
Выведен в резерв 2 мая 1946 года.
Из ВМС США исключён 15 августа 1949 года.
10 июня 1949 года передан Турции, где 7 августа 1949 года введен как эсминец (Muhrip) G.3 (позже D 22, D 344, D 348) «Gaziantep». Исключен в 1975 году и разобран на слом.

## Награды
«Lansdowne» получил 12 звёзд за службу за действия во Второй мировой войне.